# Mukono (district)
Mukono is een district in Centraal-Oeganda. Het administratief centrum bevindt zich in de gelijknamige plaats Mukono. Mukono telde in 2020 naar schatting 701.400 inwoners op een landoppervlakte van 1850 km².
Het district ligt aan de noordelijke oever van het Victoriameer en omvat verschillende eilanden in dat meer, waarvan het grootste Koome is.

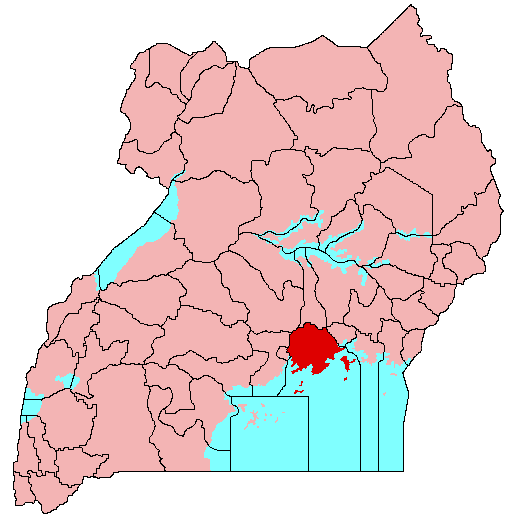
Het district voor het in 2010 werd opgesplitst